# Ернст-Йоганн фон Бірон
Е́рнст-Йога́нн фон Біро́н (нім. Ernst Johann von Biron, 13 (23) листопада 1690 — 18 (29) грудня 1772) — герцог Курляндії і Семигалії (1737 — 1741, 1763 — 1769), регент Російської імперії (1740). Представник німецького шляхетського роду Біронів із герцогства Курляндії і Семигалії. Народився в Кальнцеемі, Семигалія. Випускник Кенігсберзького університету. Фаворит російської імператриці Анни Іванівни. З 1718 року перебував при її дворі. 1730 року став обер-камергером двору Анни, отримав титул графа, переїхав до Росії. Мав великий вплив на імператрицю. 1737 року за її сприяння обраний герцогом Курляндії і Семигалії після згасання династії герцогів Кеттлерів. Керував герцогством із Петербурга. 17 жовтня 1740 року, після смерті імператриці Анни, став за її заповітом регентом при малолітньому імператорі Іванові VI, що викликало невдоволення російського дворянства та гвардії. Внаслідок боротьби за владу, що переросла в палацовий переворот, заарештований 9 листопада 1740 року (регентшею стала мати Івана VI — Анна Леопольдівна). 1741 року звинувачений в узурпації влади і прагненні заволодіти престолом. Засуджений до смертної кари, яку замінили засланням в містечко Пелим, а з 1742 — в Ярославль. 1762 року повернений Петром ІІІ до Петербургу. 1763 року відновлений у правах герцога Курляндії і Семигалії за наказом Катерини II. 1769 року передав титул герцога своєму синові Петеру. Помер у Мітаві, Семигалія. Похований у Мітавському палаці.

## Імена
- Е́рнст-Йога́нн фон Біро́н (нім. Ernst Johann von Biron) — повне німецьке ім'я, змінене на французький лад.
- Е́рнст-Йога́нн фон Бю́рен (нім. Ernst Johann von Bühren) — оригінальне німецьке ім'я.
- Е́рнст фон Бю́рен (нім. Ernst von Biron) — коротке німецьке ім'я.
- Е́рнст Би́рен (нім. Ернст Бирен) — російський запис німецького імені.

## Біографія

### Початок кар'єри
Був посланий в Кенігсберзький університет, але займався там більш грою і пиятикою, ніж наукою. В колекції Дашкова Павла Яковича зберігся лист, в якому Бірон виправдовується, що в п'яному вигляді вбив вартового. Однак не можна сказати, щоб ідеї цього університету зовсім його не торкнулися. Згодом, будучи регентом, він припинив цілий ряд негараздів, що стосувалися чаклунства. На протилежність імператриці Анні, був далекий від забобонів та релігійного фанатизму.
Він залишив університет, не закінчивши курсу, і спробував шукати щастя в Росії, але невдало. Княгиня Наталія Борисівна повідомляє, ніби він займався, між іншим, шевським ремеслом і шив чоботи на її дядька. В 1718 році завдяки клопотанням впливового курляндського дворянина Германа Карла фон Кейзерлінга Бірон отримав скромне місце при дворі герцогині Курляндської Анни Іоанівни, яке, втім, незабаром втратив через зіткнення з Бестужевим-Рюміним, що керував маєтками герцогині.

### Фаворит герцогині курляндської
Бірон знову потрапив до двору Анни завдяки тому ж Кейзерлінгу в 1724 році і з того часу більше не розлучався з герцогинею-вдовою. Коли Анна була обрана на російський престол, вона взяла його з собою в Росію. З нагоди своєї коронації вона призначила Бірона 28 квітня 1730 року обер-камергером (тоді це була лише придворна посада, а не звання) «з рангом дійсного генерала».

### При дворі Анни Іоаннівни
У тому ж році Бірон отримав диплом на титул графа Священної Римської імперії. В 1737 році обраний за сприяння Росії курляндським дворянством на місце останнього герцога з роду фон Кеттлер-Фердинанда і з цього часу став іменуватися «Божою милістю Ернест-Йоганн герцог Курляндський». Король польський Август III, зобов'язаний своїм престолом Росії, погодився визнати його кандидатуру. Росії було вигідно мати на чолі Курляндії людину, яка цілком від неї залежала. До цього прагнув ще цар Петро I.
За царювання Анни Іоанівни Бірон керував своїм герцогством з Петербурга. Як герцог Курляндський, він був завжди вірний інтересам Росії і не схилявся на політичний бік ні короля Прусії, ні імператора Священної Римської імперії, хоча отримував коштовні дарунки і хабарі.

### Державна діяльність
Особи, які писали про царювання Анни Іоанівни у другій половині XVIII століття, малюють Бірона злим генієм Росії з дня його появи (княгиня Долгорукова, Мініх, його ад'ютант Манштейн та ін.) За свідоцтвом цих авторів, Бірон був людиною вкрай грубою, неосвіченою, кровожерливою. На ньому тяжіло звинувачення в пануванні іноземців, жорстокості й стратах, в пограбуванні російського народу. Державою дійсно керували іноземні міністри (Мініх і Генріх Іоганн Фрідріх Остерман), але вони були висунуті ще Петром І, засвоїли його традиції і діяли в інтересах Росії; до того ж їх розділяла з Біроном непримиренна ворожнеча. Бірон не вивіз з собою до Петербурга маси курляндців, і вони не склали собою нічого згуртованого, подібного до того, як згодом голштинці при Петрі III. Президентами більшості колегій (тогочасних міністерств), як і більшість сенаторів, були росіяни. Було багато іноземців в армії і серед дипломатів, але їх багато було там і за царя Петра І. Бірон був дуже невисокої думки про росіян і не приховував цього, але поряд з цим такий обізнаний свідок, як леді Рондо, відзначала у нього бажання не дратувати російських дворян неповагою до їх обрядів. Цим підтверджуються й звістки іноземців про те, що він шукав популярності серед місцевих кіл. Бірон підтримував в Україні князя Шаховського проти Мініха та ввів у кабінет міністрів Бестужева-Рюміна проти Остермана. Політичних переслідувань за царювання Анни було дуже багато, але Бірон не був у них зацікавлений. У них були зацікавлені особисто імператриця та особи, яким вона була зобов'язана необмеженою владою (С. А. Салтиков, Феофан Прокопович, граф Головкін, особливо Остерман; серед донощиків були і росіяни Василь Микитович Татищев, той же Мініх).
І пізніше, при імператриці Єлизаветі Петрівні, били батогами і різали язики тим, хто говорив плітки про відносини Бірона з її попередницею. У справі Волинського фігурувала скарга Бірона, але вона була дуже незначним фактом серед низки інших звинувачень. Деякі особи при Анні були, безумовно, зобов'язані своїм порятунком від опали саме Бірону (наприклад, князь Куракін). Розповіді про страшенну жадібність Бірона ґрунтуються головним чином на твердженнях історика Болтіна, що Бірон забрав собі майна на декілька мільйонів рублів, а державу тим розорив. Хоча є безсумнівні докази того, що він неодноразово відхиляв від себе великі грошові подарунки, дуже звичайні для того часу. З подарунків государині найбільшим були 5 млн карбованців, обіцяні йому з нагоди укладення миру з Османською імперією, з яких, однак, він отримав лише 100 тис. карбованців.
Взагалі діяльність Бірона при Анні Іоанівні, ступінь його впливу дуже мало піддаються точному визначенню. У всякому разі, думка про його регентство була висунута не німцями, а російськими вельможами (кабінет-міністр князь Черкаський, генерал-прокурор князь Трубецькой, князь Куракін, граф Головін, граф М. Головкін і особливо Олексій Петрович Бестужев-Рюмін).

### Регент Російської імперії
Обійнявши посаду регента після смерті імператриці Анни за її заповітом у жовтні 1740 року, Бірон шукав популярності серед російського суспільства і став сумлінно займатися справами. Французький дипломат Шетарді, який зневажав Бірона, писав про нього несхвальні речі. Але перші кроки його регентства відрізнялись стриманістю, майже гуманністю на тлі жорстокостей того часу.

### Падіння і арешт
Однак з самого початку його правління між ним і батьками імператора Івана Антоновича почалися непорозуміння. Було викрито змову, що мала метою усунути регента і поставити на його місце принца Брауншвейгського або його дружину. Безсумнівно принц мав тісні зв'язки з заколотниками. Бірон апелював до засідань кабінету, сенату та генералітету, яке одноголосно стало на його бік. Батькові імператора немовля довелося публічно вислухати вкрай різке зауваження від начальника Таємної канцелярії А. І. Ушакова. Між тим матері імператора, Анні Леопольдівні, запропонував свої послуги старий фельдмаршал граф Мініх, що заарештував в ніч на 9 листопада 1740 герцога Курляндського разом з його дружиною. Бірон був відданий під суд із багатьма звинуваченнями: «захоплення» регентства, відсутність клопотання про здоров'я покійної государині, бажання скасувати царську родину в Росії з метою заволодіти престолом та утиски росіян. 18 квітня 1741 був оприлюднений маніфест «про провини колишнього герцога Курляндського». Він був засуджений до смертної кари, потім помилуваний Ганною Леопольдівною як новою імператрицею. Колишній регент був засланий у фортецю Шліссельбург, потім у Пелим під суворий нагляд. Саме там він впав у депресію і чекав на смерть.
Коли престол обійняла Єлизавета Петрівна, якій він зробив деякі послуги, та перевела його на проживання до Ярославля, але не наважилася відпустити на батьківщину. Бірон склав для государині довідку, в якій відхиляв звинувачення, у тому числі і в захопленні регентства. Згодом Катерина II знаходила цю довідку цілком правдивою.

### Повернення із заслання. Останні роки

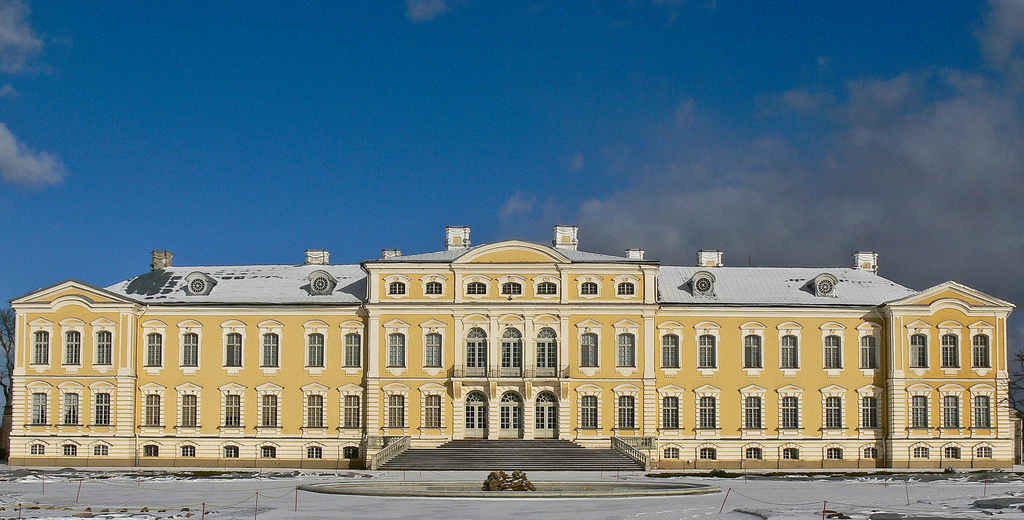
Рундальський палац Бірона. Архітектор В. Растреллі. Нині музейний палацово-парковий комплекс.

Петро III викликав Бірона до Петербурга, повернув йому відібрані ордена і знаки пошани, але не повернув Курляндського герцогства, яке бажав передати своєму дядькові, герцогові Георгу Голштінському. Катерина II відновила колишнього герцога на курляндському троні, за умови, що Бірон зобов'язується пропускати через Курляндію російські війська, не вступати ні в які зносини з ворогами Росії, надавати прихисток православним і дозволити будівництво православного храму. Ці умови викликали найбільше незадоволення Курляндського дворянства. Тому Бірон відмовився від влади на користь свого сина Петра Ернста.
Бірон помер у віці 82 років в Мітаві (нині Єлгава, Латвія), де і похований в герцогському склепі. Труну його згодом було відкрито, і тіло виявилося дивним чином збереженим. Цілком збереглася навіть Андріївська мантія, в якій він заповів себе поховати.

## Оцінки
У російській історіографії закріпилося поняття «біронівщини» як вкрай реакційного політичного режиму в Росії в 1730-х роках за царювання Анни Іванівни. Прийнято вважати Е. Бірона творцем цього режиму. Характерними рисами біронівщини прийнято вважати засилля іноземців, головним чином німців, у всіх галузях державного і громадського життя, хижацьку експлуатацію народу, пограбування багатств країни, жорстокі переслідування невдоволених, шпигунство, доноси. Хоча часи Анни Іоанівни й Бірона дійсно були невдалими з точки зору державного управління, така спрощена оцінка дещо перебільшена.
Саме слово «біроновщіна» — не народного походження. Народних пісень або переказів про часи Бірона не збереглося. У справах, де фігурували відносини Бірона з государинею, були замішані майже виключно гвардійським солдати, дворяни та чиновники, незадоволені правлінням імператриці Анни. Олександр Сергійович Пушкін висловив з цього приводу таке зауваження: «Він (Бірон) мав нещастя бути німцем; на нього звалили весь жах царювання Анни, яке було в дусі його часу і в несхвальних традиціях народу».

## Сім'я
Діти
- Петер фон Бірон

Онуки
- Катаріна-Фрідерік-Вільгельміна Бірон
- Доротея Бірон

### Монографії. Статті
- Arbusov, Leonid. Grundriss der Geschichte Liv-, Est- und Kurlands. — Riga: Jonck und Poliewsky, 1918.
- Бюлер Ф. А. Герцог Бирон, регент Российской империи. Род. 1690 ум. 1772 г. [Архівовано 24 лютого 2014 у Wayback Machine.] // Русская старина. — 1873. — Т. 7. — № 1. — С. 52—66.
- Шубинский С. Н. Арест и ссылка Бирона [Архівовано 27 грудня 2013 у Wayback Machine.] // Русская старина. — 1871. — Т. 3. — № 5. — С. 537—561.

### Довідники
- // Deutschbaltisches biographisches Lexikon 1710–1960. Köln-Wien, 1970, S. 67.
- Winkelmann, Eduard. Ernst Johann, Herzog von Kurland // Allgemeine Deutsche Biographie . — Leipzig: Duncker & Humblot, 1877. — B. 6. — S. 286–291.
- Laakmann, Heinrich. Biron, Ernst Johann Reichsgraf von, Herzog von Kurland und Semgallen. // Neue Deutsche Biographie. Berlin, 1955, Band 2, S. 260 (Digitalisat).
- Для биографии герцога Бирона. (Материалы) [Архівовано 24 лютого 2014 у Wayback Machine.] // Русский архив. — 1867. — Вып. 3. — Стб. 469—473.
- Бироны // Энциклопедический словарь Брокгауза и Ефрона : в 86 т. (82 т. и 4 доп. т.). — СПб., 1890—1907. (рос. дореф.)
- Robert Nisbet Bain. Biren, Ernst Johann [Архівовано 27 травня 2022 у Wayback Machine.] // Chisholm, Hugh. Encyclopædia Britannica (11th ed.). — Cambridge University Press, 1911.
- Thurston, H. T.; Moore, F. Biron, Ernest John [Архівовано 6 травня 2021 у Wayback Machine.] // New International Encyclopedia (1st ed.). — New York: Dodd, Mead, 1905